# Стружево (Західнопоморське воєводство)
Стружево (пол. Stróżewo) — село в Польщі, у гміні Пижиці Пижицького повіту Західнопоморського воєводства.
Населення — 326 осіб (2011).
У 1975-1998 роках село належало до Щецинського воєводства.

## Демографія
Демографічна структура станом на 31 березня 2011 року:
|          | Загалом | Допрацездатний вік | Працездатний вік | Постпрацездатний вік |
| -------- | ------- | ------------------ | ---------------- | -------------------- |
| Чоловіки | 166     | 39                 | 112              | 15                   |
| Жінки    | 160     | 31                 | 94               | 35                   |
| Разом    | 326     | 70                 | 206              | 50                   |